# Telephanus pallidulus
Telephanus pallidulus là một loài bọ cánh cứng trong họ Silvanidae. Loài này được Chevrolat miêu tả khoa học năm 1864.